# Departamento de Angaco
Departamento de Angaco är en kommun i Argentina.   Den ligger i provinsen San Juan, i den centrala delen av landet, 1 000 km väster om huvudstaden Buenos Aires. Antalet invånare är 7 570. Arean är 1,9 kvadratkilometer.
Terrängen i Departamento de Angaco är platt.
Omgivningarna runt Departamento de Angaco är i huvudsak ett öppet busklandskap. Runt Departamento de Angaco är det mycket glesbefolkat, med 3 invånare per kvadratkilometer.